# Oslaria pura
Oslaria pura là một loài bướm đêm trong họ Noctuidae.